# Grindstone Creek, Algoma District
Grindstone Creek är ett vattendrag i Kanada.   Det ligger i provinsen Ontario, i den sydöstra delen av landet, 600 km väster om huvudstaden Ottawa.
I omgivningarna runt Grindstone Creek växer i huvudsak blandskog. Trakten runt Grindstone Creek är nära nog obefolkad, med mindre än två invånare per kvadratkilometer.